# جایزه دراما لیگ
جوایز دراما لیگ (به انگلیسی: Drama League Awards)، که در سال ۱۹۲۲ ابداع شد، به تشخیص و تجلیل از دستاوردهای مثال‌زدنی در تئاتر، تئاتر موزیکال و کارگردانی، و همچنین تولیدات و اجراهای برجسته چه در برادوی و چه در آف برادوی می‌پردازد.